# Anna Karenina (film, 1985)
Anna Karenina är en amerikansk dramafilm från 1985 i regi av Simon Langton, efter romanen Anna Karenina från 1873–1877 av Lev Tolstoj. 
Anna Karenina lämnar sin kylige make för den stilige greve Vronskij i 1800-talets Ryssland. 

## Rollista (i urval)
- Jacqueline Bisset - Anna Karenina
- Christopher Reeve - Greve Vronskij
- Paul Scofield - Karenin
- Ian Ogilvy - Stiva
- Anna Massey - Betsy
- Joanna David - Dolly
- Judi Bowker - Kitty
- Valerie Lush - Annusjka
- Judy Campbell - Grevinnan Vronskij
- Paul Geoffrey - Petritskij
- Neil Amswych - Serjozja
- Nicholas Selby - Doktor
- Philip Bowen - Mikcail
- Oscar Quitak - Volodja
- Ralph Nossek - Grisja